# Среднедунайская культура полей погребальных урн
Среднедунайская культура полей погребальных урн или Среднедунайская урнопольская культура — археологическая культура среднего и раннего бронзового века. Относится к кругу культур полей погребальных урн. Ее название происходит от области, где возникают ее археологические памятники и от типичных для нее обширных могильников с захоронениями типа трупосожжения.

## Генезис
Эта культура развивалась на рубеже эпохи бронзы C и бронзы D, то есть около 1300 лет до нашей эры. Основой для нее это была среднедунайская культура курганных погребений, относившаяся к кругу культур курганных погребений. Новая культурная модель появилась благодаря влиянию из восточных и юго-восточных областей, то есть из района поселений пилинской культуры.

## Хронология и область возникновения
Среднедунайская культура полей погребальных урн развивалась на границе эпох бронзы C и бронзы D до конца периода Гальштат D, согласно хронологическому распределению, сделанному Полом Райнеке. Развитие ее приходится на 1300—800 годы до нашей эры. В этих пределах выделяется несколько фаз, а именно:
- Промежуточная стадия — граница периодов бронзы C и D (около 1300 лет до н. э.)
- Старшая фаза (называемая также группой Велатице, Байердорф, Чаканска, Хотин I и Вал I) — период бронзы D и Гальштат A (1300—1050/1020 лет до н. э.)
- Младшая фаза (называемая также группой Подольской, Штильфрид, Хотин II и Вал II) — период Гальштат B (1050/1020-800 лет до н. э.)

Рассматриваемая таксономическая единица охватывала бассейн среднего Дуная, в частности, его западную часть. Она занимала южную Моравию, Нижнюю Австрию, юго-западную Словакию, западную Венгрию и Словению. В ее пределах выделяют есть несколько местных групп:
- Чаканская группа — названа так от археологического памятника в городе Чака в Словакии. Это сильно известная группа, образовавшаяся в период бронзы D. Она встречается в юго-западной Словакии, западной Венгрии и в Бургенланде (Австрия). В ней появились богато оборудованные захоронения под курганами, которые свидетельствуют о значительном расслоении в обществе этой группы и образовании правящего слоя.
- Хотинская группа (также называется культурой Вал, или Карпатской велатицкой культурой) — она является продолжением чаканской группы. В ней проишолно исчезновение упомянутого ранее общественного расслоения. Тем не менее, неизвестно, что именно стало причиной этого, но предполагается, что это вызвано переселением части населения чаканской группы на юг: в сторону Балкан и северной Италии.
- Велатицко-подольская группа (называемая также группой Байердорф-Штильфрид) — распространена в южной Моравии, на юго-западе Словакии между нижней Моравой и Вагом, а также в прилегающей части Нижней Австрии.
- Добовская группа (называемая также группой Руше) — южная часть области, занятая описываемой культурой.

## Экономика
Наибольшее значение в экономике среднедунайской культуры полей погребальных урн имело возделывание земли и разведение животных, главным образом крупного рогатого скота и овец, а также свиней и лошадей. Кроме того, охотились на животных, чаще всего на косуль, оленей и кабанов. Редко встречаются также кости медведей и зайцев.

## Заселение
Поселения этой культуры имели открытый и оседлый характер, хотя на территории возвышенностей встречаются также оборонительные поселения. Примером поселения этой культуры является поселок в Ловчичках около Вишкова. Отмечается плановость устройства поселений. На площади 3000 м2 были обнаружены 13 зданий, построенных на столбовой раме, некоторые из которых делились на несколько комнат, и все они были расположены полукругом вдоль площади, в центре которой находилась более крупной здание. Не до конца ясно, для чего оно могла служить. Предполагается, что оно выполняла функцию дома собраний, или храма. В помещениях этих зданий находились печки и вещи экономического характера.

## Обряд похорон

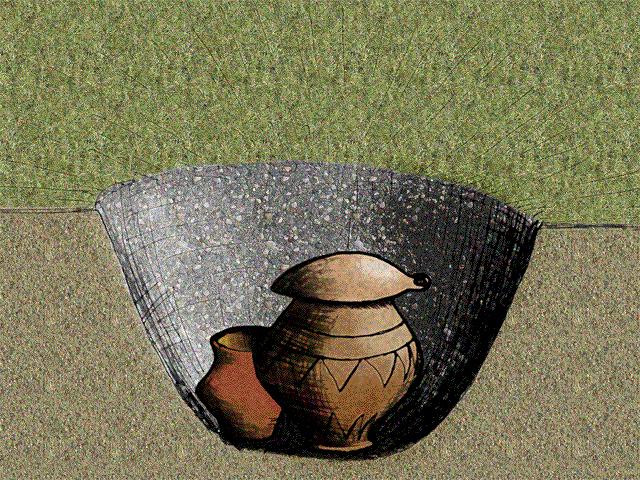
Реконструкция захоронения культуры полей погребальных урн.

Погребальный обряд среднедунайской культуры полей погребальных урн характеризовался трупосожжением. Умерших сопровождала керамика и изделия из бронзы. На территории Словакии и прилегающих частей Бургенланда и Венгрии, а в меньшей степени также и в Моравии, особенно в период бронзы D, имелись также богатые захоронения по обряду трупосожжения под курганами. Высота этих холмов достигает нескольких метров, а диаметр — нескольких десятков метров. Эти захоронения сопровождались оружием, а иногда даже доспехами из бронзы. Они свидетельствуют о большом расслоении общества в ранней стадии среднедунайской культуры полей погребальных урн.

## Инвентарь
Изменения в керамическом инвентаре данной культуры можно увидеть в ходе ее развития.
Во время более ранней стадии возникают:
- двояковыпуклые сосуды с острым изгибом, иногда украшенные густо выгравированными штрихами на нижней стороне живота;
- черпаки с цилиндрическим горлышком, часто с выгравированными краями;
- яйцевидные сосуды;
- ковши, с высокими ушками;
- многочисленные разновидности мисок и кружек.

Кроме того, в чаканской группе выявлена посуда с большими ушками, приходящими по краям сосуда, а орнамент выполнен в виде широких, наклонных насечек. В то время на территории Моравии появились двухъярусные сосуды, что является результатом влияния кновизской культуры. В свою очередь, в младшей стадии керамический инвентарь состоял, помимо этого, из обожженой посуды с закругленными животами, мягко профилированных ваз, украшенных на животах частыми широкими вертикальными насечками, а также так же рифленых мисок и кружек.
Среди изделий из металла встречается бронзовые мечи различных типов, ножи, серпы, наконечники дротиков, бритвы, в том числе бритвы с двухсторонним лезвием, топоры с бронзовыми шпильками, застежки и браслеты. Их находят как в могилах, так и в постройках.

## Исчезновение
Эта подгруппа исчезла на рубеже периода Гальштат B и Гальштат C, то есть около 800 года до нашей эры. На ее основе развилась восточногальштатская культура.